# Shannon (Géorgie)
 (avril 2025).
Pour les articles homonymes, voir Shannon.
Shannon est une census-designated place située dans le comté de Floyd, dans l’État de Géorgie, aux États-Unis. Lors du recensement de 2020, elle comptait 1 919 habitants.